# Skype
Skype (izg.: skajp) je brezplačno internetno telefonsko omrežje (VoIP), ki omogoča medsebojno komuniciranje uporabnikov. Ponuja video ali glasovni pogovor in glasovni konferenčni pogovor do 5 uporabnikov, poleg tega pa tudi prenos besedilnih sporočil in datotek med uporabniki. Deluje na osnovi neposredne podatkovne povezave med klienti (t. i. peer-to-peer). Skype je imel po uradnih podatkih konec leta 2010 preko 660 milijonov uporabnikov, od tega jih je bilo vsak mesec z omrežjem povezanih povprečno 145 milijonov.
Omrežje in programsko opremo so razvili Estonci Ahti Heinla, Priit Kasesalu in Jaan Tallinn, ki so pred tem ustvarili že znano omrežje za deljenje datotek Kazaa. Prva javna preskusna različica je bila izdana avgusta 2003. Z omrežjem je upravljalo zasebno podjetje Skype Limited s sedežem v Luksemburgu. Leta 2005 ga je prevzela spletna dražbena hiša eBay za ocenjeno 2,6 milijarde USD, ki je nato leta 2009 prodala večinski delež skupini investicijskih družb za 2 milijardi USD. Maja 2011 je namero o prevzemu izrazilo podjetje Microsoft, ki je za Skype ponudilo 8,5 milijarde USD. Prevzem je bil zaključen oktobra 2011, ko sta ga odobrila ameriški in evropski urad za varstvo konkurence.